# Badendorf
Badendorf là một đô thị ở huyện Stormarn, bang Schleswig-Holstein, Đức. Đô thị này có diện tích 6,11 km², dân số thời điểm 31 tháng 12 năm 2006 là 793 người.